# 1873 Agenor
1873 Agenor је Јупитеров тројански астероид са пречником од приближно 53,76 km.
Афел астероида је на удаљености од 5,727 астрономских јединица (АЈ) од Сунца, а перихел на 4,768 АЈ.
Ексцентрицитет орбите износи 0,091, инклинација (нагиб) орбите у односу на раван еклиптике 21,860 степени, а орбитални период износи 4391,319 дана (12,022 године).
Апсолутна магнитуда астероида је 10,50 а геометријски албедо 0,038.
Астероид је откривен 25. марта 1971. године.